# Anaides quinckei
Anaides quinckei är en skalbaggsart som beskrevs av Federico Ocampo 2006. Anaides quinckei ingår i släktet Anaides och familjen Hybosoridae. Inga underarter finns listade i Catalogue of Life.